# サターンアクション/アドベンチャー映画賞
サターンアクション/アドベンチャー映画賞（サターンアクション/アドベンチャーえいがしょう、Saturn Award for Best Action/Adventure Film）は、サターン賞の部門の一つ。第21回（1994年度）から設置された部門。第36回まで「サターンアクション/アドベンチャー/スリラー映画賞」という名称だったが、第37回（2011年）よりスリラー映画は「サターンホラー/スリラー映画賞」にカテゴリが変更され、さらに第40回（2014年）より「サターンスリラー映画賞」に変更された。
以下は、受賞作及びノミネート作品の一覧である。太字が受賞作である。

## アクション/アドベンチャー/スリラー映画賞

### 1990年代
| 年度            | 作品名                         |
| --------------- | ------------------------------ |
| 1994年 (第21回) | パルプ・フィクション           |
| 1994年 (第21回) | 今そこにある危機               |
| 1994年 (第21回) | ジャングル・ブック             |
| 1994年 (第21回) | レッドロック/裏切りの銃弾      |
| 1994年 (第21回) | ショーシャンクの空に           |
| 1994年 (第21回) | スピード                       |
| 1994年 (第21回) | トゥルーライズ                 |
| 1995 (第22回)   | ユージュアル・サスペクツ       |
| 1995 (第22回)   | アポロ13                       |
| 1995 (第22回)   | ブレイブハート                 |
| 1995 (第22回)   | ダイ・ハード3                  |
| 1995 (第22回)   | ゴールデンアイ                 |
| 1995 (第22回)   | ヒート                         |
| 1995 (第22回)   | セブン                         |
| 1996 (第23回)   | ファーゴ                       |
| 1996 (第23回)   | バウンド                       |
| 1996 (第23回)   | ミッション:インポッシブル      |
| 1996 (第23回)   | 身代金                         |
| 1996 (第23回)   | ザ・ロック                     |
| 1996 (第23回)   | ツイスター                     |
| 1997年 (第24回) | L.A.コンフィデンシャル         |
| 1997年 (第24回) | ブレーキ・ダウン               |
| 1997年 (第24回) | フェイス/オフ                  |
| 1997年 (第24回) | ゲーム                         |
| 1997年 (第24回) | タイタニック                   |
| 1997年 (第24回) | トゥモロー・ネバー・ダイ       |
| 1998 (第25回)   | プライベート・ライアン         |
| 1998 (第25回)   | マスク・オブ・ゾロ             |
| 1998 (第25回)   | 交渉人                         |
| 1998 (第25回)   | プリンス・オブ・エジプト       |
| 1998 (第25回)   | RONIN                          |
| 1998 (第25回)   | シンプル・プラン               |
| 1999年 (第26回) | グリーンマイル                 |
| 1999年 (第26回) | 隣人は静かに笑う               |
| 1999年 (第26回) | 遠い空の向こうに               |
| 1999年 (第26回) | ペイバック                     |
| 1999年 (第26回) | リプリー                       |
| 1999年 (第26回) | ワールド・イズ・ノット・イナフ |

### 2000年代
| 年度            | 作品名                             |
| --------------- | ---------------------------------- |
| 2000年 (第27回) | グリーン・デスティニー             |
| 2000年 (第27回) | チャーリーズ・エンジェル           |
| 2000年 (第27回) | グラディエーター                   |
| 2000年 (第27回) | パトリオット                       |
| 2000年 (第27回) | パーフェクト ストーム              |
| 2000年 (第27回) | トラフィック                       |
| 2000年 (第27回) | アンブレイカブル                   |
| 2001 (第28回)   | メメント                           |
| 2001 (第28回)   | ブラックホーク・ダウン             |
| 2001 (第28回)   | ジェヴォーダンの獣                 |
| 2001 (第28回)   | ロードキラー                       |
| 2001 (第28回)   | バーバー                           |
| 2001 (第28回)   | マルホランド・ドライブ             |
| 2002 (第29回)   | ロード・トゥ・パーディション       |
| 2002 (第29回)   | ボーン・アイデンティティー         |
| 2002 (第29回)   | 007/ダイ・アナザー・デイ           |
| 2002 (第29回)   | ストーカー                         |
| 2002 (第29回)   | レッド・ドラゴン                   |
| 2002 (第29回)   | トリプルX                          |
| 2003年 (第30回) | キル・ビル Vol.1                   |
| 2003年 (第30回) | コールド マウンテン                |
| 2003年 (第30回) | アイデンティティー                 |
| 2003年 (第30回) | ミニミニ大作戦                     |
| 2003年 (第30回) | ラスト サムライ                    |
| 2003年 (第30回) | ミッシング                         |
| 2004 (第31回)   | キル・ビル Vol.2                   |
| 2004 (第31回)   | アビエイター                       |
| 2004 (第31回)   | ボーン・スプレマシー               |
| 2004 (第31回)   | コラテラル                         |
| 2004 (第31回)   | クライシス・オブ・アメリカ         |
| 2004 (第31回)   | ナショナル・トレジャー             |
| 2004 (第31回)   | オペラ座の怪人                     |
| 2005年 (第32回) | シン・シティ                       |
| 2005年 (第32回) | フライトプラン                     |
| 2005年 (第32回) | ヒストリー・オブ・バイオレンス     |
| 2005年 (第32回) | キスキス,バンバン                  |
| 2005年 (第32回) | Mr.&Mrs. スミス                    |
| 2005年 (第32回) | オールド・ボーイ                   |
| 2005年 (第32回) | パニック・フライト                 |
| 2006年 (第33回) | 007/カジノ・ロワイヤル             |
| 2006年 (第33回) | ディパーテッド                     |
| 2006年 (第33回) | フライボーイズ                     |
| 2006年 (第33回) | ミッション:インポッシブル3         |
| 2006年 (第33回) | あるスキャンダルについての覚え書き |
| 2006年 (第33回) | パフューム ある人殺しの物語        |
| 2007年 (第34回) | 300 〈スリーハンドレッド〉         |
| 2007年 (第34回) | ボーン・アルティメイタム           |
| 2007年 (第34回) | ダイ・ハード4.0                    |
| 2007年 (第34回) | ノーカントリー                     |
| 2007年 (第34回) | ゼア・ウィル・ビー・ブラッド       |
| 2007年 (第34回) | 3時10分、決断のとき                |
| 2007年 (第34回) | ゾディアック                       |
| 2008年 (第35回) | ダークナイト                       |
| 2008年 (第35回) | チェンジリング                     |
| 2008年 (第35回) | グラン・トリノ                     |
| 2008年 (第35回) | 007/慰めの報酬                     |
| 2008年 (第35回) | トレイター 大国の敵                |
| 2008年 (第35回) | ワルキューレ                       |
| 2009年 (第36回) | イングロリアス・バスターズ         |
| 2009年 (第36回) | マイ・ブラザー                     |
| 2009年 (第36回) | 完全なる報復                       |
| 2009年 (第36回) | シャーロック・ホームズ             |
| 2009年 (第36回) | ハート・ロッカー                   |
| 2009年 (第36回) | メッセンジャー                     |
| 2009年 (第36回) | 2012                               |

## アクション/アドベンチャー映画賞

### 2010年代
| 年度                   | 作品名                                         |
| ---------------------- | ---------------------------------------------- |
| 2010年 (第37回)        | ソルト                                         |
| 2010年 (第37回)        | エクスペンダブルズ                             |
| 2010年 (第37回)        | グリーン・ホーネット                           |
| 2010年 (第37回)        | RED/レッド                                     |
| 2010年 (第37回)        | ロビン・フッド                                 |
| 2010年 (第37回)        | トゥルー・グリット                             |
| 2010年 (第37回)        | アンストッパブル                               |
| 2011年 (第38回)        | ミッション:インポッシブル/ゴースト・プロトコル |
| 2011年 (第38回)        | ワイルド・スピード MEGA MAX                    |
| 2011年 (第38回)        | リンカーン弁護士                               |
| 2011年 (第38回)        | レッド・テイルズ                               |
| 2011年 (第38回)        | シャーロック・ホームズ シャドウ ゲーム         |
| 2011年 (第38回)        | 戦火の馬                                       |
| 2012年 (第39回)        | 007 スカイフォール                             |
| 2012年 (第39回)        | ボーン・レガシー                               |
| 2012年 (第39回)        | ダークナイト ライジング                        |
| 2012年 (第39回)        | ジャンゴ 繋がれざる者                          |
| 2012年 (第39回)        | レ・ミゼラブル                                 |
| 2012年 (第39回)        | 96時間/リベンジ                                |
| 2013年 (第40回)        | ワイルド・スピード EURO MISSION                |
| 2013年 (第40回)        | やさしい本泥棒                                 |
| 2013年 (第40回)        | エージェント:ライアン                          |
| 2013年 (第40回)        | ローン・レンジャー                             |
| 2013年 (第40回)        | ローン・サバイバー                             |
| 2013年 (第40回)        | ラッシュ/プライドと友情                        |
| 2014年 (第41回)        | 不屈の男 アンブロークン                        |
| 2014年 (第41回)        | エクソダス:神と王                              |
| 2014年 (第41回)        | インヒアレント・ヴァイス                       |
| 2014年 (第41回)        | LUCY/ルーシー                                  |
| 2014年 (第41回)        | ノア 約束の舟                                  |
| 2014年 (第41回)        | スノーピアサー                                 |
| 2015年 (第42回)        | ワイルド・スピード SKY MISSION                 |
| 2015年 (第42回)        | エベレスト 3D                                  |
| 2015年 (第42回)        | ミッション:インポッシブル/ローグ・ネイション   |
| 2015年 (第42回)        | レヴェナント: 蘇えりし者                       |
| 2015年 (第42回)        | 007 スペクター                                 |
| 2015年 (第42回)        | SPY/スパイ                                     |
| 2016年 (第43回)        | ドリーム                                       |
| 2016年 (第43回)        | マリアンヌ                                     |
| 2016年 (第43回)        | ゴールド/金塊の行方                            |
| 2016年 (第43回)        | ハクソー・リッジ                               |
| 2016年 (第43回)        | ターザン:REBORN                                |
| 2016年 (第43回)        | マグニフィセント・セブン                       |
| 2016年 (第43回)        | ナイスガイズ!                                  |
| 2017年 (第44回)        | グレイテスト・ショーマン                       |
| 2017年 (第44回)        | ベイビー・ドライバー                           |
| 2017年 (第44回)        | ダンケルク                                     |
| 2017年 (第44回)        | ワイルド・スピード ICE BREAK                   |
| 2017年 (第44回)        | 荒野の誓い                                     |
| 2017年 (第44回)        | キングスマン:ゴールデン・サークル              |
| 2018年/2019年 (第45回) | ミッション:インポッシブル/フォールアウト       |
| 2018年/2019年 (第45回) | スノー・ロワイヤル                             |
| 2018年/2019年 (第45回) | エスケープ・ルーム                             |
| 2018年/2019年 (第45回) | ミスター・ガラス                               |
| 2018年/2019年 (第45回) | ジョン・ウィック:パラベラム                    |
| 2018年/2019年 (第45回) | スカイスクレイパー                             |
| 2019年/2020年 (第46回) | ムーラン                                       |
| 2019年/2020年 (第46回) | 1917 命をかけた伝令                            |
| 2019年/2020年 (第46回) | バッドボーイズ フォー・ライフ                  |
| 2019年/2020年 (第46回) | エルカミーノ: ブレイキング・バッド THE MOVIE   |
| 2019年/2020年 (第46回) | ワイルド・スピード/スーパーコンボ              |
| 2019年/2020年 (第46回) | ジェントルメン                                 |

### 2020年代
| 年度                       | 作品名                                              |
| -------------------------- | --------------------------------------------------- |
| 2021年/2022年 (50周年記念) | トップガン マーヴェリック                           |
| 2021年/2022年 (50周年記念) | ナイル殺人事件                                      |
| 2021年/2022年 (50周年記念) | ワイルド・スピード/ジェットブレイク                 |
| 2021年/2022年 (50周年記念) | 007/ノー・タイム・トゥ・ダイ                        |
| 2021年/2022年 (50周年記念) | RRR                                                 |
| 2021年/2022年 (50周年記念) | ウエスト・サイド・ストーリー                        |
| 2022/2023年 (第51回)       | ミッション:インポッシブル/デッドレコニング PART ONE |
| 2022/2023年 (第51回)       | ブレット・トレイン                                  |
| 2022/2023年 (第51回)       | イコライザー THE FINAL                              |
| 2022/2023年 (第51回)       | ワイルド・スピード/ファイヤーブースト               |
| 2022/2023年 (第51回)       | ジョン・ウィック:コンセクエンス                     |
| 2022/2023年 (第51回)       | ウーマン・キング 無敵の女戦士たち                   |
| 2023/2024年 (第52回)       | デッドプール&ウルヴァリン                           |
| 2023/2024年 (第52回)       | ARGYLLE/アーガイル                                  |
| 2023/2024年 (第52回)       | フォールガイ                                        |
| 2023/2024年 (第52回)       | フライ・ミー・トゥ・ザ・ムーン                      |
| 2023/2024年 (第52回)       | アンジェントルメン                                  |
| 2023/2024年 (第52回)       | ツイスターズ                                        |